# Ленинград (катер)
«Ленингра́д» — катер для комфортабельного отдыха семьи из трёх–четырёх человек. Его корпус отформован в матрицах серийного «катера Сигма», который Ленинградский экспериментальный завод спортивного судостроения выпускал много лет.

Безнаборный стеклопластиковый корпус имеет килеватые обводы типа моногедрон с углом килеватости днища 18°. Водомётный движитель, приводимый во вращение двигателем от «Волги ГАЗ-24-10», обеспечивает скорость 43–45 км/ч с полной нагрузкой.

Главный конструктор катера Борис Ершов, известный по проектам катера «Олимп», лодок «Дельта», «Гамма», «Пионер», в этой разработке главное внимание уделил высокому уровню комфорта, какой только можно достичь в корпусе таких размерений, в сочетании с дорогой отделкой красным деревом, ковровой зашивкой рубки, мягкими диванами, тонированными стёклами.— 
| Технические характеристики             | Показатели                                                |
| -------------------------------------- | --------------------------------------------------------- |
| Длина наибольшая, м                    | 5,0                                                       |
| Ширина наибольшая, м                   | 1,8                                                       |
| Высота борта на миделе, м              | 1,02                                                      |
| Осадка наибольшая, м                   | 0,67                                                      |
| Общий вес, кг                          | 450                                                       |
| Пассажировместимость, чел.             | 5                                                         |
| Двигатель                              | ЗМЗ-402.1 (АИ-93); ЗМЗ-4021.1 (А-76) от «Волги ГАЗ-24-10» |
| Максимальная мощность двигателя, л. с. | 90                                                        |
| Скорость при полной нагрузке, км/ч     | 45                                                        |
| Автономность плавания, км              | 180                                                       |
| Материал корпуса                       | стеклопластик                                             |

Эксплуатация катера допускается при удалении от берега до 3 км и при высоте волны до 1,2 м.